# Реакція Бріггса — Раушера

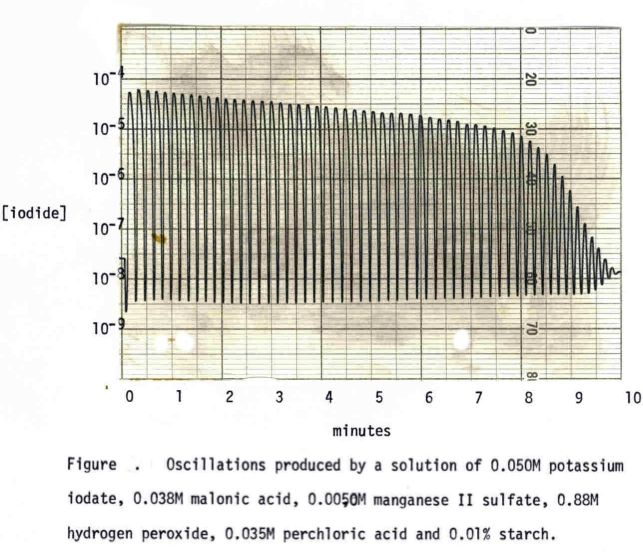
Осцилограма, зроблена у липніі 1972 року Томасом Бриггсом і Ворреном Раушером

Реа́кція Брі́ггса — Ра́ушера (англ. Briggs — Rauscher reaction) — коливальна хімічна реакція, яка описується брутто-рівнянням: IO3 – + 2H2O2 + R-H + H3O+ → R-I + 2O2↑ + 4H2O,
де R–H — малонова кислота HOOCCH2COOH.
При її перебігу спостерігається періодична зміна кольору: безбарвний-коричневий-блакитний. Така зміна відбувається завдяки періодичній зміні концентрацій I– та I2, що утворюються на проміжних стадіях.